# Prades, Ariège
Prades är en kommun i departementet Ariège i regionen Occitanien i södra Frankrike. Kommunen ligger  i kantonen Ax-les-Thermes som ligger i arrondissementet Foix. År 2022 hade Prades 46 invånare.

## Befolkningsutveckling
Antalet invånare i kommunen Prades
Referens: INSEE